# USS Astoria (CL-90)
O USS Astoria foi um cruzador rápido operado pela Marinha dos Estados Unidos e a décima nona embarcação da Classe Cleveland. Sua construção começou em setembro de 1941 nos estaleiros da Cramp Shipbuilding na Filadélfia e foi lançado ao mar em março de 1943, sendo comissionado na frota norte-americana em maio do ano seguinte. Era armado com uma bateria principal de doze canhões de 152 milímetros montados em quatro torres de artilharia triplas, tinha um deslocamento carregado de mais de catorze mil toneladas e alcançava uma velocidade máxima de 32 nós.
O Astoria entrou em serviço no final da Segunda Guerra Mundial e foi encarregado da escolta de porta-aviões, participando nessa função da Campanha das Filipinas, de uma incursão no Mar da China Meridional e de ataques aéreos e bombardeios litorâneos no arquipélago japonês. A guerra terminou em agosto de 1945 e pelos anos seguintes o navio ocupou-se principalmente de exercícios de rotina pela Costa Oeste dos Estados Unidos e cruzeiros pelo Oceano Pacífico. Foi descomissionado em julho de 1949 e permaneceu inativado até ser desmontado em 1971.

## Características

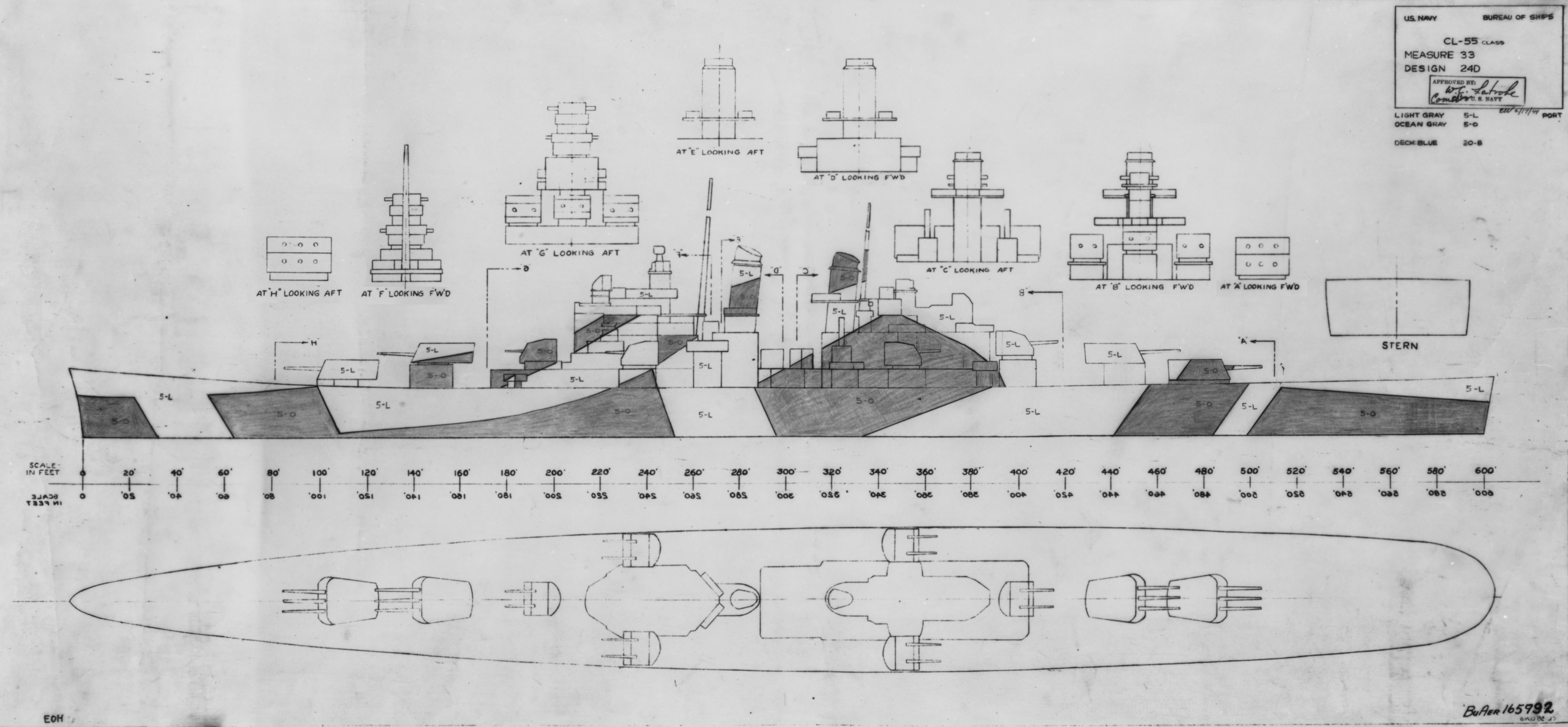
Desenho da Classe Cleveland

O projeto dos cruzadores rápidos da Classe Cleveland começou no final da década de 1930. O deslocamento de navios do tipo na época ficava limitado a 8,1 mil toneladas pelos termos do Segundo Tratado Naval de Londres. Entretanto, após o início da Segunda Guerra Mundial em setembro de 1939, o Reino Unido anunciou que iria suspender o tratado pela duração do conflito, uma decisão rapidamente seguida pelos Estados Unidos. Este, apesar de ainda neutro, reconheceu que sua entrada na guerra era provável e que a necessidade urgente de mais navios impedia um projeto totalmente novo, assim a Classe Cleveland teve seu projeto muito baseado na predecessora Classe Brooklyn. A principal diferença foi a remoção de uma torre de artilharia tripla de 152 milímetros em favor de uma torre dupla de 127 milímetros.
O Astoria tinha 185,95 metros de comprimento de fora a fora, uma boca de 20,22 metros e uma calado de 7,47 metros. Seu deslocamento padrão era de 11 932 toneladas, enquanto o deslocamento carregado chegava a 14 358 toneladas. Seu sistema de propulsão era composto por quatro caldeiras Babcock & Wilcox que queimavam óleo combustível proporcionando o vapor para quatro conjuntos de turbinas a vapor General Electric, cada uma girando uma hélice. A potência indicada era de 102 mil cavalos-vapor (75 mil quilowatts), suficiente para levar o navio a uma velocidade máxima de 32,5 nós (60,2 quilômetros por hora). Sua tripulação era composta por 1 285 oficiais e marinheiros.
Sua bateria principal era formada por doze canhões Marco 16 calibre 47 de 152 milímetros montados em quatro torres de artilharia triplas na linha central do navio, duas localizadas na proa e as outras duas na popa, em ambos os casos com uma torre sobreposta à outra. A bateria secundária tinha doze canhões de duplo-propósito calibre 38 de 127 milímetros em seis torres de artilharia duplas. Duas ficavam na linha central à proa e à ré da superestrutura, enquanto as outras quatro ficavam nas laterais da superestrutura, duas de cada lado. A bateria antiaérea tinha 28 canhões Bofors de 40 milímetros em quatro montagens quádruplas e seis duplas mais 21 canhões Oerlikon de 20 milímetros em montagens únicas.
O cinturão principal de blindagem do Astoria tinha uma espessura que variava de 89 a 127 milímetros, com a seção mais espessa ficando à meia-nau, onde protegia os depósitos de munição e as salas de máquinas. Seu convés blindado tinha 51 milímetros de espessura. As torres de artilharia principais eram protegidas com uma frente de 170 milímetros e laterais e teto de 76 milímetros, ficando em cima de barbetas que tinham 152 milímetros de espessura. Sua torre de comando tinha laterais de 127 milímetros.

## História

### Construção

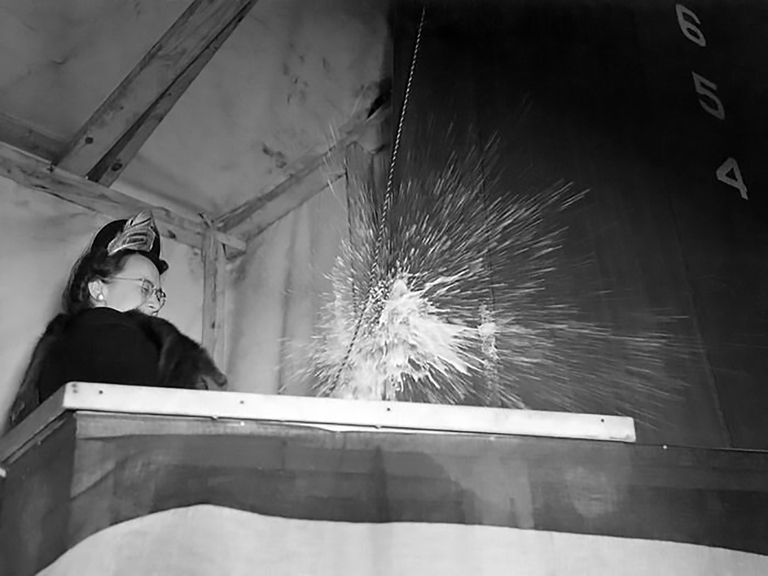
Peggy Lucas batizando o Astoria com champanhe em 6 de março de 1943

O batimento de quilha do Astoria ocorreu em 6 de setembro de 1941 nos estaleiros da Cramp Shipbuilding na Filadélfia, na Pensilvânia. Ele originalmente seria chamado de USS Wilkes-Barre, porém seu nome foi alterado para Astoria em homenagem a Astoria, no Oregon, ainda durante sua construção. O navio foi lançado ao mar em 6 de março de 1943, quando foi batizado por Peggy Lucas, esposa Robert Lucas, o editor do jornal Evening Astorian-Budget. Seguiu-se o processo de equipagem e o cruzador foi comissionado na frota norte-americana para o serviço ativo em 17 de maio de 1944. O Astoria partiu em 6 de junho para seu cruzeiro de testes marítimos ao longo da Costa Leste dos Estados Unidos, seguindo mais ao sul até as Bermudas, retornando em 23 de julho. Foi para o Estaleiro Naval da Filadélfia passar por reformas e então seguiu em 19 de setembro para se juntar à Frota do Pacífico. Ele atravessou o Canal do Panamá e chegou em San Diego, na Califórnia, em 3 de outubro. O cruzador foi para o Estaleiro Naval da Ilha Mare e então prosseguiu em 25 de outubro para Pearl Harbor, no Havaí. Chegou cinco dias depois e permaneceu no local até 16 de novembro.

### Segunda Guerra

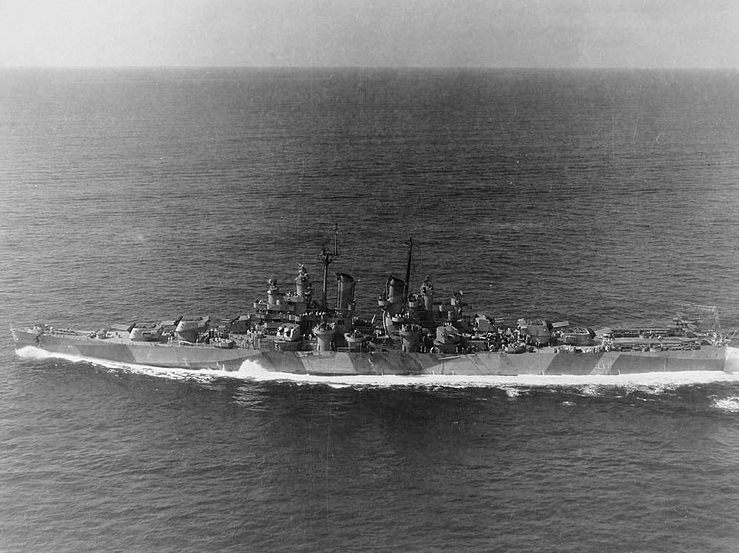
O Astoria durante seu cruzeiro de testes em 22 de julho de 1944

O Astoria partiu para se juntar à Força Tarefa 38, também chamada de Força Tarefa de Porta-Aviões Rápidos, que na época estava baseada em Ulithi, nas Ilhas Carolinas. No caminho ele parou em Enewetak, nas Ilhas Marshall, chegando em Ulithi em 25 de novembro. Foi designado ao chegar para o Grupo de Tarefas 38.2, um dos grupos de combate que formavam a Força Tarefa 38. Nessa época a unidade também tinha os porta-aviões USS Hornet, USS Lexington e USS Hancock, os porta-aviões rápidos USS Independence e USS Cabot, os couraçados USS Iowa, USS New Jersey e USS Wisconsin, os cruzadores rápidos USS San Juan, USS Vincennes, USS Pasadena e USS Miami, mais vinte contratorpedeiros. O Astoria foi designado para a escolta antiaérea dos porta-aviões. A frota fez uma surtida em 11 de dezembro para apoiar a invasão de Mindoro, com os porta-aviões realizando uma série de ataques aéreos entre os dias 14 e 16 até o clima ruim impedir voos no dia 17. A frota então recuou para reabastecer, mas foi pega na manhã seguinte pelo Tufão Cobra, que infligiu danos sérios a vários navios, porém o Astoria escapou relativamente ileso. As embarcações ficaram procurando por sobreviventes de três contratorpedeiros afundados por dois dias até retornarem para Ulithi.
A Força Tarefa 38 fez mais uma surtida em 30 de dezembro para dar cobertura à invasão de Luzon, atacando posições japonesas na ilha entre 6 e 9 de janeiro de 1945. O Grupo de Tarefas 38.2 tinha se reduzido nessa época ao Hornet, Lexington, Hancock, New Jersey, Wisconsin, Astoria, San Juan, Pasadena, o cruzador rápido USS Wilkes-Barre e quinze contratorpedeiros. A frota iniciou no dia 9 uma grande surtida pelo Mar da China Meridional para atacar posições japonesas na China e Sudeste Asiático. O Astoria escoltou os porta-aviões pelas duas semanas seguintes enquanto estes atacavam vários alvos inimigos na China ocupada, incluindo em Hong Kong, Guangzhou, Hainan e Formosa, e também na Indochina Francesa, incluindo a base naval na Baía de Cam Ranh. Os navios voltaram para Ulithi em 25 de janeiro.
A Força Tarefa de Porta-Aviões Rápidos foi renumerada para Força Tarefa 58 no início de fevereiro. Na mesma época, o Astoria, Pasadena e Wilkes-Barre foram transferidos para o Grupo de Tarefas 58.3, que também tinha os porta-aviões USS Essex e USS Bunker Hill, o porta-aviões rápido USS Cowpens, os couraçados New Jersey e USS South Dakota, o cruzador de batalha USS Alaska e catorze contratorpedeiros. A frota partiu no início do mês para realizar uma série de ataques aéreos contra o arquipélago japonês, começando em 18 de fevereiro. A frota mais tarde no mesmo dia seguiu para o sul a fim de dar apoio para a invasão de Iwo Jima, com o Astoria sendo destacado no dia 21 para realizar bombardeios litorâneos. Voltou aos porta-aviões para participar de ataques aéreos contra Tóquio, voltando para Ulithi em 3 de março. A Força Tarefa 58 saiu em mais uma surtida em 14 de março para ataques aéreos em preparação para a iminente invasão de Okinwa. O Astoria mais uma vez atuou como escolta antiaérea para os porta-aviões do Grupo de Tarefas 58.3 durante essa operação. Os artilheiros antiaéreos do cruzador reivindicaram terem abatido onze aeronaves japonesas e ajudado no abate de várias outras durante esse período de três meses de combate contínuo. O navio foi para Leyte nas Filipinas em 1º de junho a fim de passar por sua manutenção periódica, que durou um mês.
O Astoria retornou para a Força Tarefa de Porta-Aviões Rápidos em 1º de julho para mais uma grande operação contra o arquipélago japonês. Nessa época, a força tinha sido renomeada de volta para Força Tarefa 38 e o cruzador foi colocado para atuar no Grupo de Tarefas 38.3. Durante este período também serviu junto com a Divisão de Cruzadores 17, sendo destacado em duas ocasiões para patrulhar o litoral da ilha de Honshū à procura de embarcações japonesas. Estas ocorreram nas noites de 17 para 18 e 25 para 25 de julho. Na primeira o Astoria se juntou a seus irmãos Pasadena, Wilkes-Barre e USS Springfield, mais seis contratorpedeiros, para formarem o Grupo de Tarefas 35.1. Eles fizeram uma varredura pelo norte de Honshū e para dentro do Canal de Kii, mas não encontraram alvos. Para a segunda, ele foi destacado a fim de juntar-se à força de bombardeio do Grupo de Tarefas 35.3, novamente na companhia do Pasadena, Springfield e Wilkes-Barre. Eles bombardearam uma base de hidroaviões na cidade de Kushimoto durante à tarde e algumas horas depois o Cabo Shionomisaki. Operações no arquipélago japonês continuaram até o final de julho e pelas primeiras semanas de agosto. O Japão se rendeu em 15 de agosto e a Força Tarefa 38 encerrou suas operações ofensivas, mas a frota continuou a patrulhar o litoral japonês. O Astoria permaneceu na região até 3 de setembro, quando recebeu ordens para voltar para casa. O cruzador foi condecorado com cinco estrelas de batalha por seu breve serviço na Segunda Guerra Mundial.

### Pós-guerra

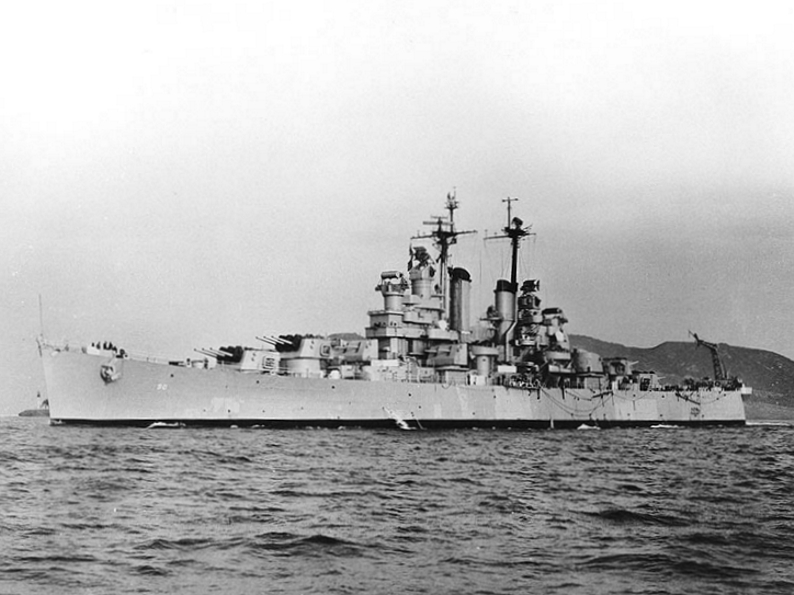
O Astoria em San Diego em 1947

O Astoria chegou em Los Angeles, na Califórnia, em 15 de setembro, permanecendo ancorado no local até partir para Pearl Harbor em 24 de novembro. Chegou seis dias depois e participou de exercícios de treinamentos com outros navios no decorrer dos dias seguintes. Voltou para Los Angeles em 10 de dezembro, chegando cinco dias depois. A embarcação navegou pela Costa Oeste dos Estados Unidos no decorrer dos dez meses seguintes, indo mais ao sul até San Diego e ao norte até Vancouver, no Canadá. Ele embarcou em uma grande viagem pelo Oceano Pacífico central em 15 de outubro de 1946, realizando paradas em Guam e em Saipã, nas Ilhas Marianas. Deixou Guam em 17 de fevereiro de 1947 para voltar para casa, parando no caminho em Kwajalein e Pearl Harbor até chegar em San Diego em 24 de março. Retomou seus cruzeiros de rotina pela Costa Oeste até setembro de 1948.
O cruzador partiu em mais um cruzeiro pelo Oceano Pacífico em 1º de outubro. Parou em Pearl Harbor no caminho por três dias e então prosseguiu viagem até o Sudeste Asiático, chegando em Qingdao na China em 29 de outubro. O Astoria visitou vários portos pela aérea pelos três meses e meio seguintes, incluindo Incheon e Busan na Coreia do Sul, Sasebo e Yokosuka no Japão e Xangai na China. O navio deixou Yokosuka em 16 de fevereiro de 1949 com o objetivo de retornar para os Estados Unidos. No caminho parou em Pearl Harbor e chegou em São Francisco, na Califórnia, em 8 de março. O Astoria foi descomissionado no local em 1º de julho e colocado na Frota de Reserva do Pacífico. Permaneceu inativado até ser removido do registro naval em 1º de novembro de 1969. Foi vendido em 12 de janeiro de 1971 para Nicolai Joffe Corporation e em seguida desmontado.